# Madge Levinson
Madeline Weiner, mais conhecida como Madge Levinson (Beaver Falls, 14 de abril de 1924 — Toledo, 22 de março de 2023), foi uma atriz norte-americana de teatro, cinema e televisão.

## Vida e carreira
Levinson nasceu em 14 de abril de 1924 em Beaver Falls, na Pensilvânia, a quarta de cinco irmãs. Formou-se em química pela Universidade de Chicago, onde conheceu Alvin Levinson, com quem casou e viveu por 64 anos até a morte dele em 2011. Mudaram-se para Toledo, Ohio, em 1969. Madge atuou em mais de uma centena de produções do teatro comunitário da região de Toledo, com seu trabalho sendo reconhecido e premiado em 2010 pela Associação Americana de Teatro Comunitário. Ela só começou a trabalhar em filmes e comerciais após se aposentar, aos 67 anos de idade. Fez dezenas de comerciais para a televisão, rádio e meios impressos.
Em 2008, fez figuração no filme Gran Torino, de Clint Eastwood. Ela aparece saindo da casa do personagem de Eastwood após o funeral da esposa dele; o carro dela não funciona e ele resolve ajudá-la. Em 2009, Levinson teve seu papel de maior destaque no telefilme Prayers for Bobby, exibido pela emissora Lifetime, interpretando a mãe da protagonista vivida por Sigourney Weaver. A atriz também apareceu no longa-metragem This Must Be the Place, no qual contracenou com o personagem de Sean Penn durante a cena do jantar. Seu currículo inclui ainda o filme Whip It (2009), dirigido por Drew Barrymore.

### Vida pessoal
A atriz era adepta do judaísmo. Ela e seu marido Alvin Levinson tiveram dois filhos, dois netos e um bisneto. Madge morreu em 22 de março de 2023, aos 98 anos, em um centro de cuidados paliativos em Toledo. Ela sofria de câncer de pulmão e sua saúde vinha piorando nos últimos meses.

## Filmografia

### Cinema
| Ano  | Título                      | Papel             | Notas          | Ref.   |
| ---- | --------------------------- | ----------------- | -------------- | ------ |
| 1998 | All of It                   | Mulher no templo  |                | [ 6 ]  |
| 2001 | In the Company of Strangers | Vovó Nowicki      |                | [ 7 ]  |
| 2007 | Nevermore                   | Idosa             |                | [ 8 ]  |
| 2008 | Mideast Midwest             | Candice           | Curta-metragem | [ 9 ]  |
| 2008 | Gran Torino                 | Mulher no carro   | Figurante      | [ 2 ]  |
| 2009 | Whip It                     | Helen             |                | [ 10 ] |
| 2010 | Puzzled                     | Emily             | Curta-metragem | [ 11 ] |
| 2011 | One Door Closes...          | Vovó              | Curta-metragem | [ 12 ] |
| 2011 | This Must Be the Place      | Jackie            |                | [ 13 ] |
| 2012 | The Five-Year Engagement    | Vovó Leonora      |                | [ 10 ] |
| 2013 | A Grain of Sand             | Vovó              |                | [ 13 ] |
| 2013 | Highland Park               | Merna             |                | [ 14 ] |
| 2013 | Max Anderson, Private Eye   | Evelyn            |                | [ 14 ] |
| 2015 | The Funeral Guest           | Vovó Lynn         |                | [ 14 ] |
| 2020 | Adam                        | Mulher mais velha | Filme em VOD   | [ 15 ] |
| 2020 | Chasing the Rain            | Avó               |                | [ 10 ] |

### Televisão
| Ano  | Título            | Papel         | Notas      | Ref.   |
| ---- | ----------------- | ------------- | ---------- | ------ |
| 2009 | Prayers for Bobby | Ophelia       | Telefilme  | [ 4 ]  |
| 2015 | Baldwin Cafe      | Ma (Big Boss) | 1 episódio | [ 16 ] |